# Via Carpathia

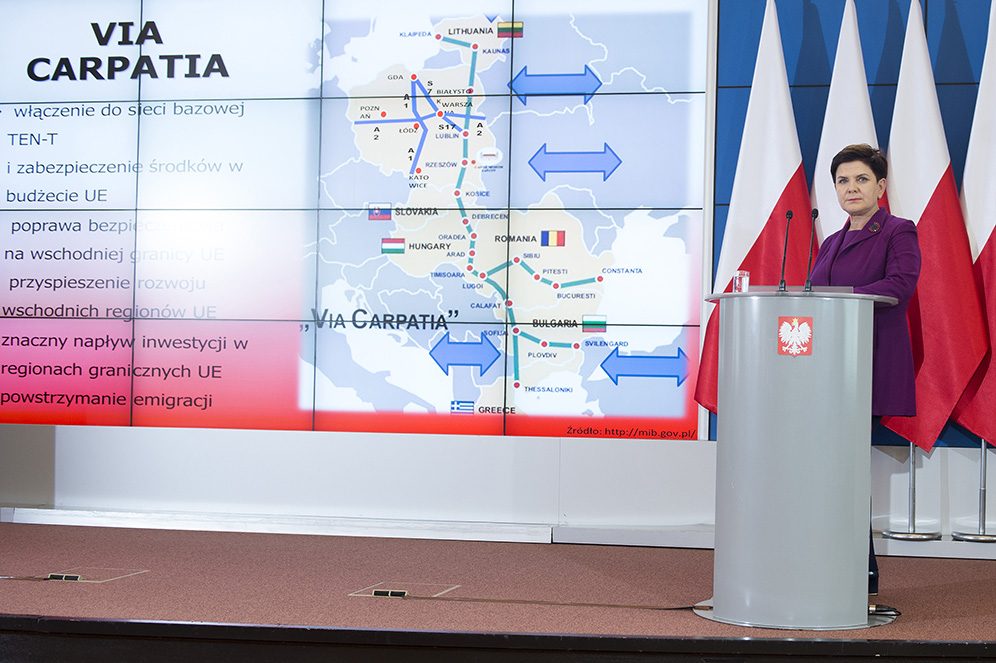
Beata Szydło bei der Vorstellung der Via Carpatia 2016

Via Carpathia (auch Via Capathia oder Via Carpatia) ist ein geplantes transnationales Autobahnnetz, das Klaipėda in Litauen mit Thessaloniki in Griechenland verbinden soll. Die Eröffnung ist derzeit für das Jahr 2025 geplant.

## Verlauf
Die Straße wird in einer allgemeinen Nord-Süd-Richtung durch Mitteleuropa von der Ostsee bis zum Mittelmeer verlaufen. Ihr nördlicher Endpunkt ist die litauische Hafenstadt Klaipėda. Sie wird dann das Land in östlicher Richtung durchqueren, Ostpolen, die östliche Slowakei und die ungarische und rumänische Grenze passieren. In Westrumänien und Westbulgarien wird sie fortgesetzt, bevor sie Griechenland erreicht. Ihr südlicher Endpunkt ist die griechische Hafenstadt Thessaloniki. Eine Abzweigung im Süden kann weiter ostwärts durch Rumänien bis zur Schwarzmeer-Hafenstadt Constanța führen.